# Щавін (Лодзинське воєводство)
Щавін (пол. Szczawin) — село в Польщі, у гміні Зґеж Зґерського повіту Лодзинського воєводства.
Населення — 535 осіб (2011).
У 1975-1998 роках село належало до Лодзинського воєводства.

## Демографія
Демографічна структура станом на 31 березня 2011 року:
|          | Загалом | Допрацездатний вік | Працездатний вік | Постпрацездатний вік |
| -------- | ------- | ------------------ | ---------------- | -------------------- |
| Чоловіки | 271     | 44                 | 182              | 45                   |
| Жінки    | 264     | 35                 | 147              | 82                   |
| Разом    | 535     | 79                 | 329              | 127                  |